# Scrat's Continental Crack-up
Scrat's Continental Crack-up è un cortometraggio in due parti del 2011, diretto da Steve Martino e Mike Thurmeier. 
I due cortometraggi statunitensi sono stati prodotti per promuovere ed introdurre l'uscita del film d'animazione L'era glaciale 4 - Continenti alla deriva. Protagonista di entrambe le parti è Scrat, che nel tentativo di nascondere la sua amata ghianda finisce per causare la deriva dei continenti (un'idea precedentemente vista nel cortometraggio Gone Nutty).
La prima parte è stata proiettata nei cinema, insieme ai film I fantastici viaggi di Gulliver, Rio, I pinguini di Mr. Popper e Glee: The 3D Concert Movie. È stato in seguito distribuito online a partire dal 6 gennaio 2011 su iTunes Movie Trailers. La seconda parte è stata resa disponibile il 16 novembre 2011 su iTunes, e mostrata nei cinema insieme a Alvin Superstar 3 - Si salvi chi può!, Star Wars - Episodio I - La minaccia fantasma 3D, Una spia non basta e I tre marmittoni.